# Adler (Schiff, 1884)
Die Adler war ein Kanonenboot der deutschen Kaiserlichen Marine. Es war das dritte, geringfügig vergrößerte Schiff der Habicht-Klasse.
Der Stapellauf erfolgte am 3. November 1883 in der Kaiserlichen Werft in Kiel. Bestellt wurde es unter dem Haushaltsnamen „Ersatz Comet“.

## Geschichte
Die Adler wurde im •Pazifik im Rahmen des Ostasiatischen Kreuzergeschwaders eingesetzt. Das Kriegsschiff hisste am 28. Oktober 1886 auf den Salomon-Inseln Bambatani und Choiseul die deutsche Flagge als Zeichen der Inbesitznahme durch das Deutsche Reich.

## Verbleib
Am 13. März 1889 wurde Apia auf Samoa von einem Zyklon heimgesucht. Im Hafen lagen u. a. die deutschen Kriegsschiffe Olga, Eber und Adler vor Anker und unter Dampf. Der Zyklon dauerte mehrere Tage. Bei einigen der Schiffe hielt der Anker nicht und auch die Adler fing an, am 16. März 1889 trotz der Anker und voller Kraft gegenan zu treiben. Die Adler trieb seitwärts auf den Strand, von der Mannschaft konnten sich bis auf 20 Mann alle retten.

Wrack der Adler
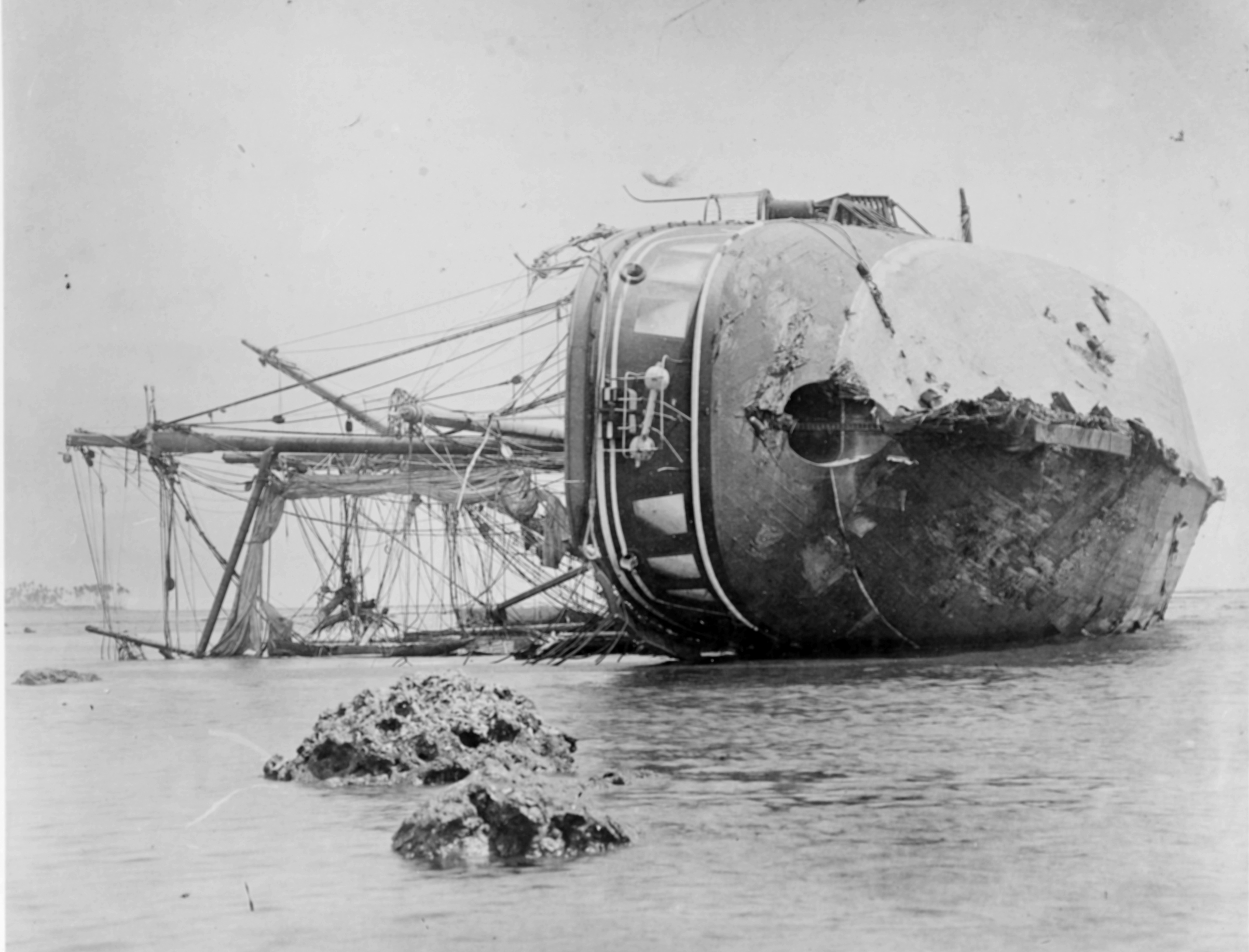
Unterwasserschiff von Land
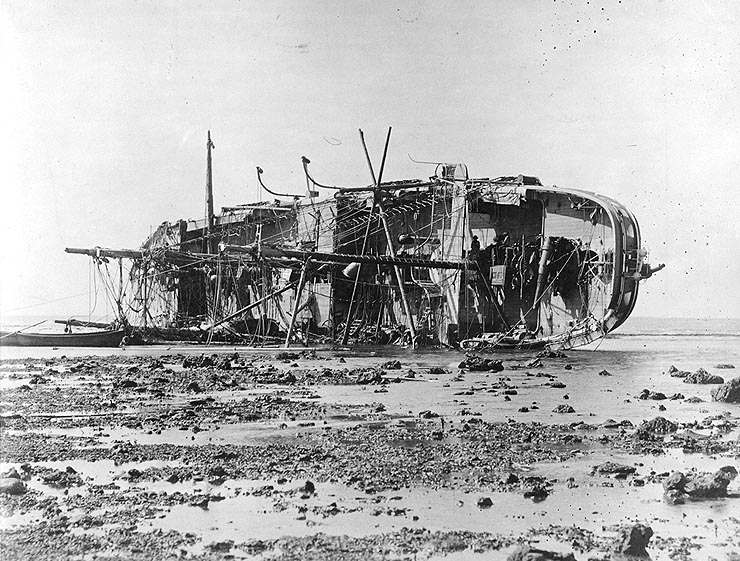
Takelage
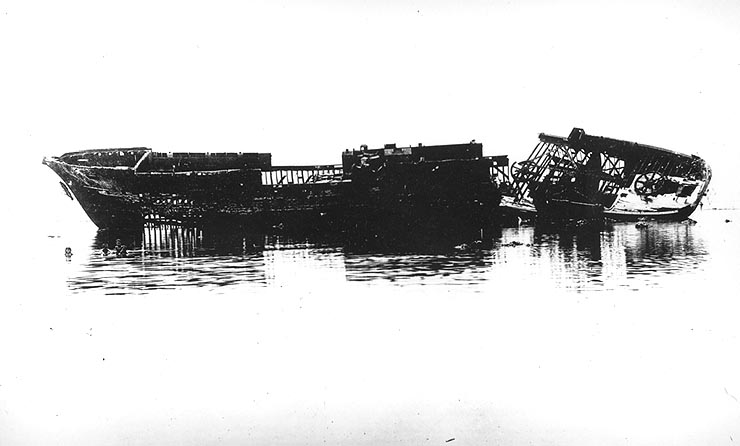
Zustand ca. 1909

## Kommandanten
- für die Probefahrt von Mai 1884 bis Oktober 1884 unbekannt
- Korvettenkapitän Friedrich von Wietersheim: von Mai 1886 bis Juli 1888
- Korvettenkapitän Ernst Fritze: von Juli 1888 bis zur Strandung im März 1889